# Selezione maschile under 17 di football americano della Catalogna
La selezione di football americano della Catalogna è la selezione Under-17 maschile di football americano della FCFA.
Non rappresenta la Catalogna in nessuna competizione ufficiale organizzata della federazione internazionale IFAF o europea IFAF Europe. In queste competizioni la Catalogna partecipa all'interno dalla Nazionale maschile under 17 di football americano della Spagna.

## Dettaglio stagioni

### Amichevoli
| Stagione | Vin | Par | Per | Tot | PF  | PS  | avversaria |
| -------- | --- | --- | --- | --- | --- | --- | --- |
| 2010     | 0   | 0   | 1   | 1   | 16  | 32  | Francia U-17 |
| 2011     | 0   | 0   | 1   | 1   | 13  | 20  | Comunità Valenciana U-17 |
| 2012     | 2   | 1   | 0   | 3   | 14  | 6   | Hurricanes de Montpellier, Cerbères de Gardanne, Chevaliers Cathares de Carcassonne                                              |
| 2013     | 0   | 0   | 3   | 3   | 0   | 54  | Hurricanes de Montpellier, Iron Mask de Cannes                                                                                   |
| 2015     | 0   | 0   | 1   | 1   | 7   | 32  | Hurricanes de Montpellier |
| 2016     | 1   | 0   | 0   | 1   | 22  | 6   | [[Selezioni giovanili della nazionale di football americano Template:Naz/FR-U#Under 17\|Template:Naz/FR-U U-17]]                 |
| 2017     | 2   | 0   | 0   | 2   | 49  | 12  | [[Selezioni giovanili della nazionale di football americano Template:Naz/FR-U#Under 17\|Template:Naz/FR-U U-17]], Panama Marlins |
| Totale   | 5   | 1   | 6   | 12  | 121 | 162 | |

Fonte: americanfootballitalia.com

### Riepilogo partite disputate
| Anno              | Luogo       | Evento     | Fase del torneo | Incontro | Risultato |
| 13 giugno 2010    | Marseillan  | Amichevole |                 | Francia U-17 - Catalogna U-17 | 32 - 16   |
| 12 giugno 2011    | Museros     | Amichevole |                 | Comunità Valenciana U-17 - Catalogna U-17 | 20 - 13   |
| 23 giugno 2012    | Marseillan  | Amichevole |                 | Hurricanes de Montpellier - Catalogna U-17 | 6 - 8     |
| 23 giugno 2012    | Marseillan  | Amichevole |                 | Cerbères de Gardanne - Catalogna U-17 | 0 - 6     |
| 23 giugno 2012    | Marseillan  | Amichevole |                 | Chevaliers Cathares de Carcassonne - Catalogna U-17 | 0 - 0     |
| 9 giugno 2013     | Montpellier | Amichevole |                 | Hurricanes de Montpellier - Catalogna U-17 | 20 - 0    |
| 9 giugno 2013     | Montpellier | Amichevole |                 | Iron Mask de Cannes - Catalogna U-17 | 10 - 0    |
| 9 giugno 2013     | Montpellier | Amichevole |                 | Catalogna U-17 - Hurricanes de Montpellier | 0 - 24    |
| 30 maggio 2015    | Montpellier | Amichevole |                 | Hurricanes de Montpellier - Catalogna U-17 | 32 - 7    |
| 12 giugno 2016    | Avignone    | Amichevole |                 | [[File:Template:Naz/FR-U\|class=noviewer\|Template:Naz/FR-U (bandiera)\|20x16px]] [[Selezioni giovanili della nazionale maschile di football americano Template:Naz/FR-U#Under 17\|Template:Naz/FR-U U-17]] - Catalogna U-17 | 6 - 22    |
| 11 giugno 2017    | Gardanne    | Amichevole |                 | [[File:Template:Naz/FR-U\|class=noviewer\|Template:Naz/FR-U (bandiera)\|20x16px]] [[Selezioni giovanili della nazionale maschile di football americano Template:Naz/FR-U#Under 17\|Template:Naz/FR-U U-17]] - Catalogna U-17 | 6 - 22    |
| 23 settembre 2017 | Madrid      | Amichevole |                 | Panama Marlins - Catalogna U-17 | 6 - 27    |

## Confronti con le altre Nazionali
Questi sono i saldi della Catalogna nei confronti delle Nazionali e Selezioni incontrate.

### Saldo positivo
| Nazionale | Giocate | Vinte | Pareggiate | Perse | PF | PS | Ultima vittoria | Ultimo pari | Ultima sconfitta |
| --- | ------- | ----- | ---------- | ----- | -- | -- | --------------- | ----------- | ---------------- |
| [[File:Template:Naz/FR-U\|class=noviewer\|Template:Naz/FR-U (bandiera)\|20x16px]] [[Selezioni giovanili della nazionale maschile di football americano Template:Naz/FR-U#Under 17\|Template:Naz/FR-U U-17]] | 2       | 2     | 0          | 0     | 44 | 12 | 2017            | -           | -                |

### Saldo negativo
| Nazionale                | Giocate | Vinte | Pareggiate | Perse | PF | PS | Ultima vittoria | Ultimo pari | Ultima sconfitta |
| ------------------------ | ------- | ----- | ---------- | ----- | -- | -- | --------------- | ----------- | ---------------- |
| Comunità Valenciana U-17 | 1       | 0     | 0          | 1     | 13 | 20 | -               | -           | 2011             |
| Francia U-17             | 1       | 0     | 0          | 1     | 16 | 32 | -               | -           | 2010             |